# Vasili Levit
Vasili Levit (en kazajo: Василий Левит; Kostanái, URSS, 24 de febrero de 1988) es un deportista kazajo que compite en boxeo.
Participó en los Juegos Olímpicos de Río de Janeiro 2016, obteniendo una medalla de plata en el peso pesado. Ganó dos medallas de bronce en el Campeonato Mundial de Boxeo Aficionado, en los años 2017 y 2019.

## Palmarés internacional
| Juegos Olímpicos   | Juegos Olímpicos        | Juegos Olímpicos  | Juegos Olímpicos |
| Año                | Lugar                   | Medalla           | Categoría        |
| ------------------ | ----------------------- | ----------------- | ---------------- |
| 2016               | Río de Janeiro (Brasil) | Medalla de plata  | 91 kg            |
| Campeonato Mundial |                         |                   |                  |
| Año                | Lugar                   | Medalla           | Categoría        |
| 2017               | Hamburgo (Alemania)     | Medalla de bronce | 91 kg            |
| 2019               | Ekaterimburgo (Rusia)   | Medalla de bronce | 91 kg            |